# Pólka (Macoszyn Duży)
Pólka – część wsi Macoszyn Duży w Polsce, położona w województwie lubelskim, w powiecie włodawskim, w gminie Wola Uhruska. 
W latach 1975–1998 Pólka należały administracyjnie do województwa chełmskiego.